# Adée Flodin
Adolphine (Adée) Thérèse Leander-Flodin, född 29 maj 1873 i Helsingfors, död 6 juli 1935 i Rom, var en finländsk operasångerska (koloratursopran). Hon var dotter till Adolf Leander, gifte sig 1900 med Karl Flodin och konserterade samma år med maken i Stockholm.